# Kirby Star Allies
Kirby Star Allies, conosciuto come Hoshi no Kirby: Star Allies (星のカービィ スターアライズ?, Hoshi no Kābī Sutā Araizu) in Giappone, è un videogioco a piattaforme della serie Kirby per la console Nintendo Switch sviluppato da HAL Laboratory e pubblicato da Nintendo. Annunciato inizialmente senza un titolo definitivo durante il Nintendo Spotlight dell'E3 2017, è stato pubblicato in tutto il mondo il 16 marzo 2018.

## Trama
In una fortezza immensa tra le stelle, uno stregone incappucciato tenta un rituale per liberare un grosso cuore di cristallo nero da quattro lance luminose, anch'esse a forma di cuore. Il rituale però fallisce e sia il cuore che le lance si rompono, sparpagliandone i frammenti (ovviamente a forma di cuore) nello spazio e anche sul Pianeta Pop. Subito dopo, a Dream Land cadono dei cuori neri, capaci di incattivire chi ne viene colpito esasperandone i loro difetti. I cuori colpiscono Whispy Woods, King Dedede e Meta Knight. Un cuore rosa, invece colpisce Kirby, che si sveglia dal suo sonnellino. Svegliandosi, Kirby vede una fila di Waddle Dee portare del cibo a Castello Dedede, allora si alza e corre verso la reggia del re.
Durante il tragitto, Kirby incontra un Bomby Bros Jr. ostile e Kirby, allora, scopre che il frammento della lancia gli ha dato la capacità di usare i Cuori Amici: dei cuori eterei che possono essere lanciati verso i nemici per renderli amichevoli. Il trucco funziona all'istante con Bomby Bros Jr. e anche con alcuni nemici incontrati sul cammino. Durante il tragitto, Kirby incontra Whispy Woods, posseduto da un'aura oscura. Kirby lo sconfigge e gli lancia un Cuore Amico. Subito, Whispy Woods sputa dal proprio corpo un cuore nero che vola via. Whispy, intanto, diventa amichevole e ringrazia Kirby con una buona dose di cibo e oggetti. Kirby allora si dirige a Castello Dedede, dove trova King Dedede posseduto dalla stessa aura nera di Whispy. Kirby sconfigge Dedede, il quale sputa anche lui un cuore nero che vola via. Kirby usa anche sul re il Cuore Amico, facendo unire Dedede insieme al gruppo. Dopo, Kirby trova anche Meta Knight, posseduto anche lui. Grazie alla solita prassi di Whispy e Dedede, anche Meta Knight si libera del cuore nero che vola via e poi si unisce al gruppo.
Subito dopo, però succede l'imprevisto: una fortezza immensa atterra dal cielo sul Pianeta Pop. Kirby si dirige sul luogo, ma Pon e Con (due personaggi apparsi per la prima volta in Kirby's Dream Land 3), i guardiani del portone della fortezza, gli sbarrano la strada. Kirby li sconfigge e scopre che loro non sono posseduti, ma decide di usare comunque un Cuore Amico su di loro. Il cuore funziona comunque, rendendo amichevoli Pon e Con, i quali aprono addirittura la porta della fortezza, Jambastion. Kirby entra a Jambastion, dove scopre l'esistenza di un culto finalizzato a trovare i cuori neri. Poi, scopre anche che, a capo della fortezza ci sono tre generali: Le tre sorelle maghe (Francisca, Flamberga e Zan Partizanne). Nonostante i poteri elementali delle tre su ghiaccio, fuoco ed elettricità, Kirby vince, ma Zan Partizanne leader del trio e infuriata per la sconfitta, distrugge il nucleo della fortezza con la sua arma e fugge con le sorelle. Kirby riesce a scappare nello spazio, mentre Jambastion crolla in mille pezzi.
Nello spazio, Kirby viaggia verso il quartier generale del culto, atterrando su vari pianeti e sconfiggendo molti mostri, scontrandosi durante il tragitto con Francisca e Flamberga per la seconda volta. Kirby alla fine, raggiunge Jambandra, covo del culto, da cui sono schizzati i frammenti di cuore nero e trova un altare presso il quale lo stesso stregone incappucciato comparso all'inizio sta unendo i cuori neri per ricreare il cuore di cristallo nero gigante. Kirby viene intralciato da Zan Partizanne, la quale tenta di difendere lo stregone, inutilmente. Ma il rumore della lotta distrae lo stregone che si intromette e si presenta a Kirby come Lord Hyness, capo del culto. Durante un lungo discorso folle e criptico, detto ad una velocità supersonica, spiega a Kirby la verità dietro ai suoi scopi, apparentemente vendicativi: moltissimo tempo fa, quattro eroi sconfissero Void Termina, signore oscuro della distruzione e lo sigillarono, trasformandolo nel Jambacuore, un enorme cuore di cristallo nero. Poi sigillarono il Jambacuore usando quattro lance, le Lance Amici ed esiliarono il Jambacuore nello spazio, insieme al culto che venerava Void Termina. Dopo molto tempo, Hyness ha provato ad eseguire il rituale che avrebbe liberato il suo Signore Oscuro, ma ha fallito, rompendo il Jambacuore, insieme alle Lance Amici. I frammenti, i piccoli Jambacuori sono caduti ovunque, insieme ai frammenti delle Lance, i Cuori Amici. Un frammento di lancia è caduto su Kirby, donandogli la capacità di creare a sua volta i Cuori Amici. Dopo l'incidente, Hyness ha ordinato alle sorelle maghe di trovare tutti i Jambacuori per ricostruire l'originale e completare correttamente il rituale, riportando Void Termina su questo piano dell'esistenza. Kirby però si oppone e lotta contro Hyness, sconfiggendolo. Hyness allora, per riuscire a rimpiazzare i Jambacuori mancanti, sacrifica sé stesso e le maghe, gettandosi con loro nel Jambacuore, ricreandolo. Senza più Lance Amici né vincoli magici di altro genere, il Signore Oscuro è libero.
Void Termina fugge, inseguito dal Super Star Allies, una potente arma ancestrale cavalcata da Kirby e dai suoi amici. Kirby combatte contro Void Termina e distrugge il suo corpo, liberando Hyness e le maghe, i quali scompaiono nel nulla. Il Signore Oscuro rivela quindi la sua vera forma, un globo violaceo e molliccio con una faccia simile a quella di Kirby, dalle capacità mutaforma. In un disperato, rabbioso, ultimo attacco, il Signore Oscuro attacca Kirby che, con l'aiuto di tutti gli Amici, di Sogno e non, attaccano all'unisono Void Termina e lo fanno esplodere. Finita l'avventura, Kirby e i suoi amici tornano a casa, sul di nuovo pacifico Pianeta Pop.

## Modalità di gioco
Il gameplay è realizzato in 2.5D. Come in tutti i capitoli (tranne Kirby's Dream Land, Kirby Mass Attack e Kirby e la stoffa dell'eroe) il protagonista potrà aspirare i nemici per poi assorbirne i loro poteri.In questo nuovo capitolo della serie di Kirby si potranno utilizzare i Cuori Amici, che, se lanciati su dei nemici, quest'ultimi diventeranno amici del protagonista, che potranno facilitare l'andamento del gioco e potenziare determinate abilità. Inoltre , assieme a Kirby e i personaggi standard è possibile utilizzare personaggi speciali chiamati Amici di Sogno aggiunti anche di nuovi sotto forma di DLC gratuiti: Le modalità di gioco di Kirby Star Allies sono sei e possono essere giocate da uno a quattro giocatori.

### Modalità Storia
La modalità storia è la modalità principale del gioco, Ci sono livelli normali che serviranno per andare avanti nella storia, I livelli extra, che sono livelli opzionali che non hanno nulla a che fare con l'andamento della storia ed infine i palazzi dei sogni, dove si potranno chiamare gli Amici di sogno, che sono personaggi che in capitoli precedenti sono stati personaggi giocabili. In questa si potranno raccogliere i Tasselli ed i Tasselli Arcobaleno che serviranno per completare le immagini.
Andando avanti nei mondi si sbloccheranno diversi Amici di sogno, il primo è già disponibile fin dall'inizio ed è Waddle Dee Aiutante (che è l'unico personaggio a possedere l'abilità lancia), Meta Knight e King Dedede, saranno disponibili appena verranno sconfitti, mentre Marx, Rick Kine e Coo e Gooey, (Amici di sogno aggiunti il 28 marzo 2018) sono disponibili da subito. Completato il primo mondo saranno disponibili anche gli Amici di sogno del secondo DLC: Adeleine e Ribbon, Meta Knight Nero e Daroach (Amici di sogno aggiunti il 27 luglio 2018) e quelli del terzo DLC: Magolor, Taranza, Susie e Le tre sorelle maghe (Amici di sogno aggiunti il 30 novembre 2018). Appena completata la storia principale si sbloccheranno tre nuove modalità di gioco: ??? sei tutti noi! Star Allies!, La scelta decisiva e Eroi in una Dimensione Parallela.

### Stelle del baseball
In questa modalità di gioco, lo scopo è di colpire una meteora che precipita sul pianeta con una mazza da baseball, più la meteora va lontana nello spazio, più punti si otterranno.
è suddivisa in tre difficoltà: Città in pericolo, Paese in pericolo e Pianeta in pericolo, La più facile è Città in pericolo poiché la barra della potenza si dovrà caricare solo una volta ed è lenta a caricarsi. Con l'aumentare della difficoltà, la velocità del caricamento della barra aumenterà e il numero di barre da caricare aumenta fino ad un numero di cinque volte.

### Campioni taglialegna
In questa modalità di gioco, lo scopo è di tagliare più tronchi di legno possibili, evitando i bruchi e i Bombospini. Colui che taglierà più tronchi vincerà. Ci sono tre difficoltà: Taglialegna dilettante, Taglialegna Provetto e Taglialegna Fuoriclasse. Con l'aumentare della difficoltà gli avversari saranno più veloci e ci saranno più bruchi e Bombospini.

### ??? sei tutti noi! Star Allies!
In questa modalità di gioco non si utilizzerà Kirby come personaggio, ma gli amici. Nei livelli che si giocheranno in questa modalità si potranno trovare dei Tasselli, ma anche dei Cuori Potenziatori Che possono aumentare: l'attacco, l'energia e la velocità. I personaggi utilizzabili sono gli amici e gli Amici di sogno. Quando si sconfiggerà Hyness apparirà Galacta Knight, il quale però non combatterà, ma verrà assorbito da una farfalla, diventando così Morpho Knight. Il boss finale dunque non è Void Termina, ma Morpho Knight. Grazie al secondo DLC è anche possibile continuare con un personaggio diverso ripartendo dall'ultimo checkpoint di quel determinato personaggio.
Da notare che se si gioca con i personaggi dei tre DLC, l'altare dove si combattono Hyness e Morpho Knight cambia gradualmente d'aspetto:
- Con Rick Kine & Coo/Marx/Gooey lo scenario sembra immerso in una luce dorata e l'altare sembra cadere a pezzi. Inoltre i rampicanti a lato si rivelano dei cristalli. Dove prima vi era il simbolo luminoso del culto, ora vi è la Hyper Zone di Kirby's Dreamland 3.
- Con Adeleine & Ribbon/Meta Knight Nero/Daroach, i rampicanti/cristalli sono diventati più grandi, la struttura è sempre più decadente e il "pavimento" mostra la Dark Star di Kirby 64: The Crystal Shards.
- Con Magolor/Taranza/Susie, lo scenario è completamente distrutto, l'altare è completamente scoperto e i grossi cristalli si sono rotti. Ogni cosa fluttua, anche dei pezzi di marmo della struttura. Il "pavimento" (i cui bordi anch'essi sono danneggiati), che ora sembra più un portale, mostra L'Altra Dimensione di Kirby's Adventure Wii o lo scenario in cui si affronta lo stesso Void Termina.

Se si affronta questa modalità nel ruolo delle Tre Sorelle Maghe i Boss saranno in versione "Parallela", nei livelli in cui dovremmo combattere contro una delle tre sorelle, si troveranno dei MiniBoss e/o dei piccoli nemici e il Boss Finale sarà in una versione più forte: Morpho Knight X.

### Eroi in una Dimensione Parallela
In questa modalità di gioco si potrà accedere ad una nuova trama post-storia: il canto di Hyness e le sue preghiere magiche hanno finito per squarciare il tessuto dello spazio-tempo, aprendo dei portali per quattro dimensioni (cinque, contando anche la dimensione finale). Kirby deve viaggiare tra le dimensioni, dove troverà alcuni Boss in versione "Parallela". In ognuna delle quattro dimensioni ci sono 30 Cuori amici, formando quindi un totale di 120 cuori, dopo aver raccolto almeno 100 cuori ed aver battuto Hyness e Le tre sorelle maghe, si potrà vedere un finale alternativo in cui Kirby lancerà un grosso Cuore amico, formato dai vari raccolti tra le dimensioni, sulle tre sorelle maghe ed Hyness i quali non sono più corrotti. Grazie alle porte che condurranno Kirby ed i suoi amici attraverso le dimensioni, si useranno diverse abilità e Amici di sogno. Dopo aver finito la modalità, tutti i cuori amici raccolti cambieranno colore, inoltre, verrà sbloccata la difficoltà Anima in fiamme X in La scelta decisiva.

### La scelta decisiva
Questa modalità di gioco ricorda molto l'arena di Kirby's Adventure Wii e di altri giochi della serie. Lo scopo è di battere tutti i boss che appariranno, dopo ogni boss si potranno raccogliere dei Tasselli per completare i Puzzle del gioco (e talvolta degli oggetti curativi per ristabilire gli HP del giocatore). I personaggi utilizzabili sono: Kirby (Sia con che senza abilità), gli amici e gli Amici di Sogno. Le difficoltà in ordine dalla più facile alla più difficile sono: Brezza fresca, Giro rilassante, Gita frizzante, Viaggio scottante, Rischio d'incendio, Sfida infuocata, Crisi infernale, Anima in fiamme e Anima in Fiamme X. Sfida infuocata e Crisi infernale si sbloccheranno dopo aver completato ??? sei tutti noi! Star allies!, Anima in fiamme si sbloccherà dopo aver completato la difficoltà Crisi infernale, invece Anima in fiamme X si sbloccherà dopo aver completato sia Anima in fiamme che la modalità Eroi in una dimensione parallela. Dopo aver completato Anima in fiamme X si sbloccherà l'opzione Dream, grazie alla quale Kirby assume le sembianze che aveva al suo debutto. A seconda delle difficoltà, si troveranno diversi Boss e nemici.

## Accoglienza
Kirby Star Allies non è stato accolto molto bene come primo gioco su Nintendo Switch della serie. La troppa semplicità del gioco e il level design dei livelli resero il titolo quasi un flop. E nonostante gli aggiornamenti non riuscí molto a redimersi. Nonostante le tante vendite che possono tranquillamente piazzarlo fra i più venduti.
Come gioco è "mediocre" secondo l'accoglienza e questo fece avere nei fan nel 2018 un disperato bisogno di un gioco 3D di Kirby (che arrivó nel 2022 come Kirby e la terra perduta)